# Coccothrinax ekmanii
Coccothrinax ekmanii е вид растение от семейство Палмови (Arecaceae).

## Разпространение
Разпространен е в Доминиканска република и Хаити.